# Winzendorf-Muthmannsdorf
Winzendorf-Muthmannsdorf là một đô thị thuộc huyện Wiener Neustadt-Land trong bang Niederösterreich, Áo.